# PD-100 Black Hornet
De PD-100 Black Hornet Nano Airborne Personal Reconnaissance System (PRS) is een zeer klein, op afstand bedienbaar onbemand luchtvaartuig (RUAV) dat is ontwikkeld door het Noorse bedrijf Prox Dynamics AS.
De Black Hornet wordt door diverse krijgsmachten gebruikt, onder meer door verkenningseenheden van de Nederlandse krijgsmacht.

## Geschiedenis
De ontwikkeling van de PD-100 Black Hornet begon in april 2008. Na verschillende ontwerpstudies, prototypes en demonstratiemodellen werd een conventionele helikopter-configuratie met hoofd- en staartrotor gekozen voor de PD-100. De serieproductie startte begin 2012.
Eind 2014 waren er meer dan 3.000 Black Hornets afgeleverd.
In 2014 kwam een verbeterde versie op de markt, de Black Hornet 2, die sneller is, een groter bereik heeft, meer camera’s en nachtzicht.
In 2018 kwam de derde generatie op de markt, de Black Hornet 3. Voor de Black Hornet 3 is een Vehicle Reconnaissance System (VRS) beschikbaar, een lanceereenheid met meerdere Black Hornet 3 UAV’s die aan de buitenzijde van een militair voertuig kan worden gemonteerd. De drones kunnen gelanceerd worden zonder dat het personeel het voertuig hoeft te verlaten. Personeel in het voertuig kan een geïntegreerd BMS of alleen een display gebruiken om de Black Hornet 3 te lanceren en te besturen. The Black Hornet 3 weegt bijna 29 g en heeft een bereik van 2 km.

## Prox Dynamics AS
Prox Dynamics werd in 2007 opgericht door de Noren Petter Wall, Trygve Marton en Geir Morten Mellem, op dat moment collega’s bij het Noorse technologiebedrijf Tandberg (nu onderdeel van Cisco Systems), en Dag Henning Paulsen, voormalig gevechtspiloot bij de Luftforsvaret, de Noorse Luchtmacht. Ze werden medegefinancierd door het Forsvarsdepartementet (het Noorse Ministerie van Defensie) en de overheidsinstanties Forskningsrådet (de Noorse Onderzoeksraad), Innovasjon Norge en SkatteFUNN. Hun doel was een onbemande micro-verkenningshelikopter voor defensie te ontwikkelen. Prox Dynamics produceerde de meeste componenten boven het chipniveau zelf. Het bedrijf koopt bijvoorbeeld wel de IR-detector, maar heeft de nieuwe camera zelf ontworpen en gebouwd en ontwerpt en bouwt ook de aandrijfmotor zelf.
In 2016 werd Prox Dynamics overgenomen door het Amerikaanse bedrijf FLIR Systems.

## Kenmerken
De drone is zeer klein, erg licht, robuust en is zeer stil. Verkenningseenheden gebruiken de piepkleine drone om efficiënter en veiliger te patrouilleren. Met de drone kunnen verkenners bijvoorbeeld achter gebouwen, heuvels en andere obstakels kijken, en ook ìn gebouwen.
De oplaadbare batterij van de drone is verwisselbaar.
De drone bestaat met oog op massa en levensduur voornamelijk uit kunststof. De drone beschikt over drie camera's: één die vooruit kijkt, één die recht naar beneden kijkt, en één in een hoek van 45° naar beneden.
De Black Hornet 2, die sinds 2014 geproduceerd wordt beschikt ook over EO/IR-nachtzichtmogelijkheden.
De Black Hornet maakt zowel video-opnames als foto’s, beide in full HD. Het livebeeld op het scherm wordt in ‘slechts’ 800x600 megapixels getoond om zo min mogelijk energie van de accu van het basisstation te gebruiken. De opnames kunnen later wel in full HD worden bekeken.
De verbinding tussen controller en drone is beveiligd. De beelden worden automatisch opgeslagen op het basisstation. Op de drone zelf wordt geen data opgeslagen, wat een voordeel is ingeval een toestel in vijandelijke handen zou vallen.
De Black Hornet is eenvoudig te bedienen. De drone kan handmatig worden bestuurd op zicht, met de handheld controller en het beeldscherm van het basisstation, maar kan ook zelfstandig vliegen op het GPS-systeem en de automatische piloot. Op de automatische piloot kan de drone in de autonomous-modus zelfstandig vliegen (Hover & Stare, Automatic Search Patterns) en in de directed-modus voorprogrammeerde routes vliegen (Preplanned Routes).
De oplaadtijd van de drone is ongeveer even lang als de vliegduur (pakweg 20 minuten), en aangezien een kit bestaat uit twee toestellen kan er dus vrijwel onafgebroken worden gevlogen.

### Black Hornet kit
De complete Black Hornet-kit zit in een metalen koffer. Behalve het basisstation met de drones bevat de koffer een externe antenne, reserverotorbladen, 3 verschillende opladers (een auto-, HF- en reguliere lader) en opbergtassen.
Het basisstation bevat alles wat nodig is om het dronesysteem te bedienen. Op het station worden de controller en het beeldscherm aangesloten. Het heeft een ingebouwde accu. Twee drones worden opgeslagen en opgeladen in het basisstation.
Het station wordt gebruikt voor “Mission Planning, Execution and Analyses” en opslag van “Mission Data” inclusief foto’s en videobeelden. Het basisstation heeft diverse aansluitingen voor verbinding met bijvoorbeeld een computer, netwerk of andere apparatuur.
Het basisstation is 20 x 8,5 x 5 cm en weegt in totaal minder dan 1 kg (0,6 kg excl. de controller). Het wordt vervoerd in een draagtas die bijvoorbeeld aan het combat-vest of aan de rugzak van een militair kan worden bevestigd.
Op het lightweight daylight-readable high quality 7-inch beeldscherm kijkt de verkenner tijdens patrouilles live mee met de drone.
De extra antenne kan op de handcontroller worden aangesloten om zo een beter bereik te genereren, bijvoorbeeld in bebost gebied, waar de verbinding tussen verkenner en drone minder sterk is.
Met de laadkabel kan de accu van het basisstation onderweg, bijvoorbeeld tijdens de patrouille of in het voertuig, op de batterij van een HF of 117F-radio worden opgeladen.

## Technische gegevens Black Hornet 2
| Afmetingen                | Afmetingen                                                             |
| ------------------------- | ---------------------------------------------------------------------- |
| Rotordiameter             | 123 mm                                                                 |
| Romplengte                | 120 mm                                                                 |
| Rompbreedte               | 25 mm                                                                  |
| Totale lengte             | 168 mm                                                                 |
| Massa                     | 18 g (incl. batterij)                                                  |
| Prestaties                |                                                                        |
| Kruissnelheid             | 18 km/h (5 m/s) op 10 m hoogte                                         |
| Max. snelheid             | 36 km/h (10 m/s)                                                       |
| Max. vliegduur            | 25 min                                                                 |
| Data opslag               | video en foto’s van meer dan 6 vluchten                                |
| Apparatuur                |                                                                        |
| Camera                    | 640x480 EO Video 1600x1200 EO Foto                                     |
| Nachtbeeldcamera          | 60x120 TI Video 160x120 TI Foto                                        |
| Zichthoek                 | 65° horizontaal en 130° verticaal                                      |
| Datalink bereik           | 2 km 3,2 km met externe antenne en Line of Sight                       |
| Operationele begrenzingen |                                                                        |
| Temperatuur               | -10°C tot +43°C                                                        |
| Neerslag                  | 2,5 mm/h (lichte regen)                                                |
| Wind                      | max. 15 kt (7,5m/s; 27,5 km/h), windstoten tot 20 kt (10 m/s; 37 km/h) |

## Gebruikers
Eind 2016 was de PD-100 Black Hornet in gebruik bij de krijgsmachten van 19 NAVO- en gelieerde landen. Eind 2018 al bij 30, waaronder:
- Australië[30]
- Duitsland[31]
- Nederland[32]
- Noorwegen[33]
- Verenigd Koninkrijk[34], stopgezet na Operation Herrick[35]. Gebruikt sinds 2012 door verkenningseenheden van het Britse leger sen de Special Air Service (SAS),
- Verenigde Staten (United States Marine Corps (USMC))[21]
- Frankrijk (Commandement des Opérations Spéciales (COS))[36]
- India[37]

## Foto’s

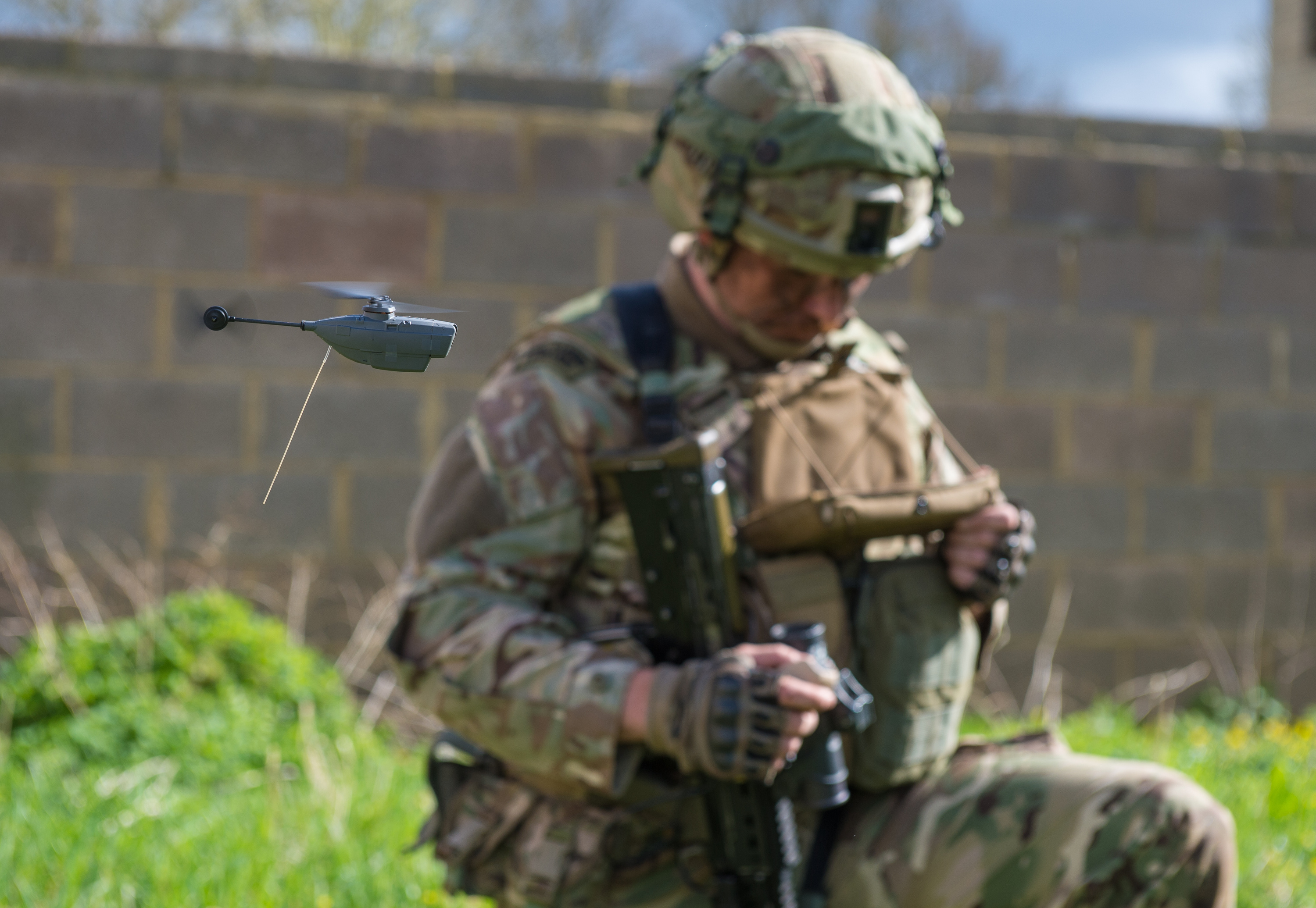
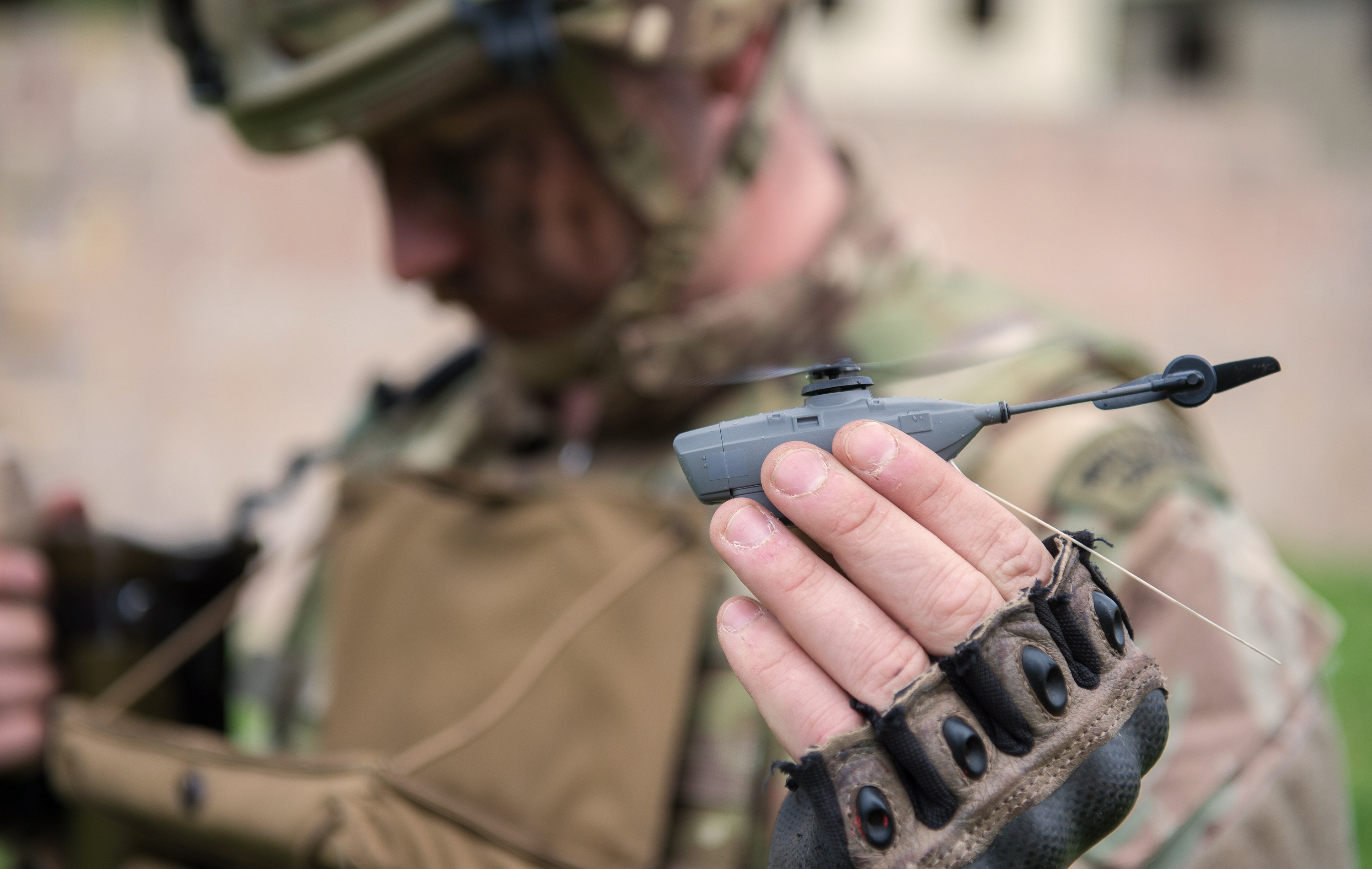
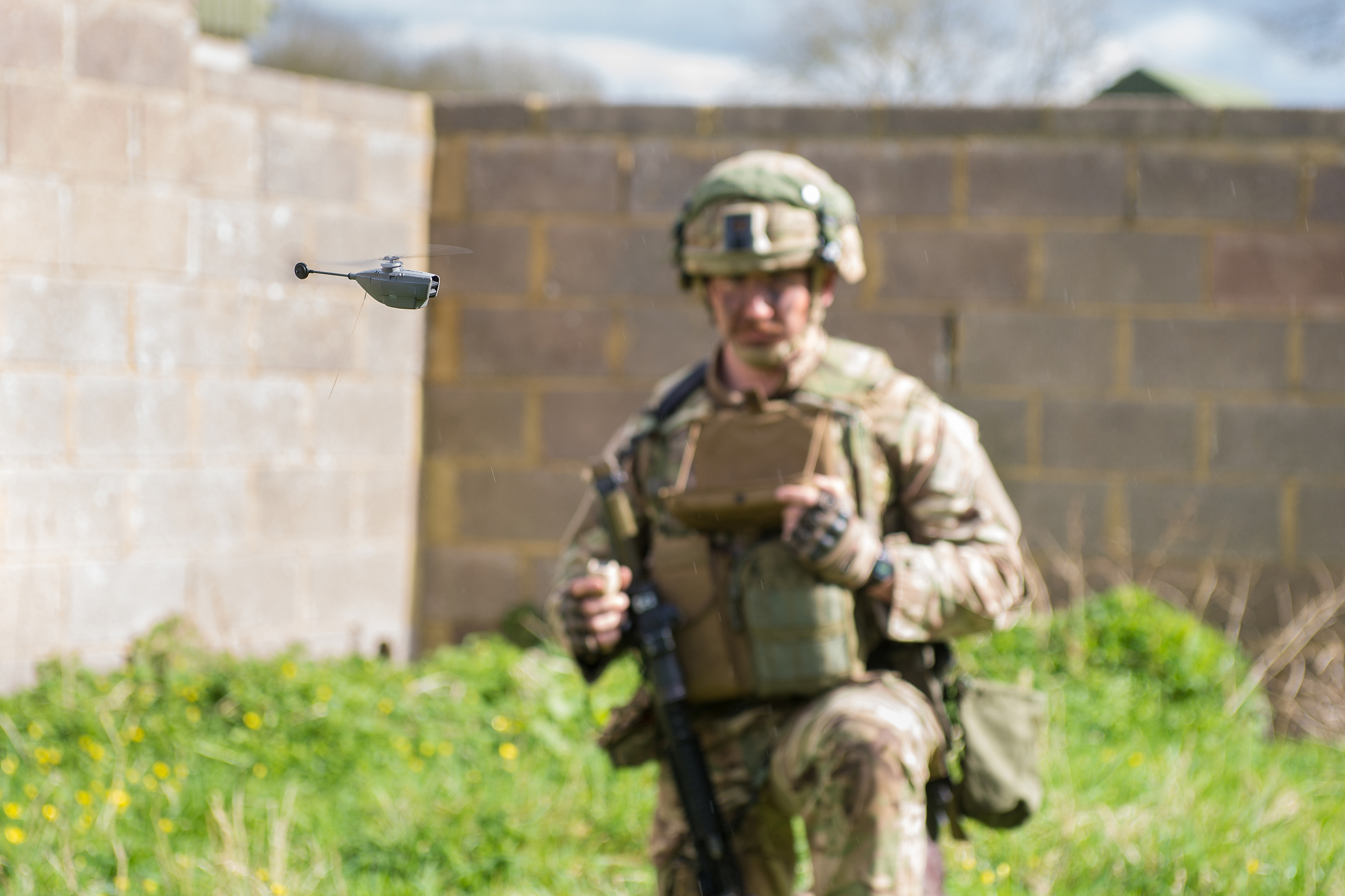
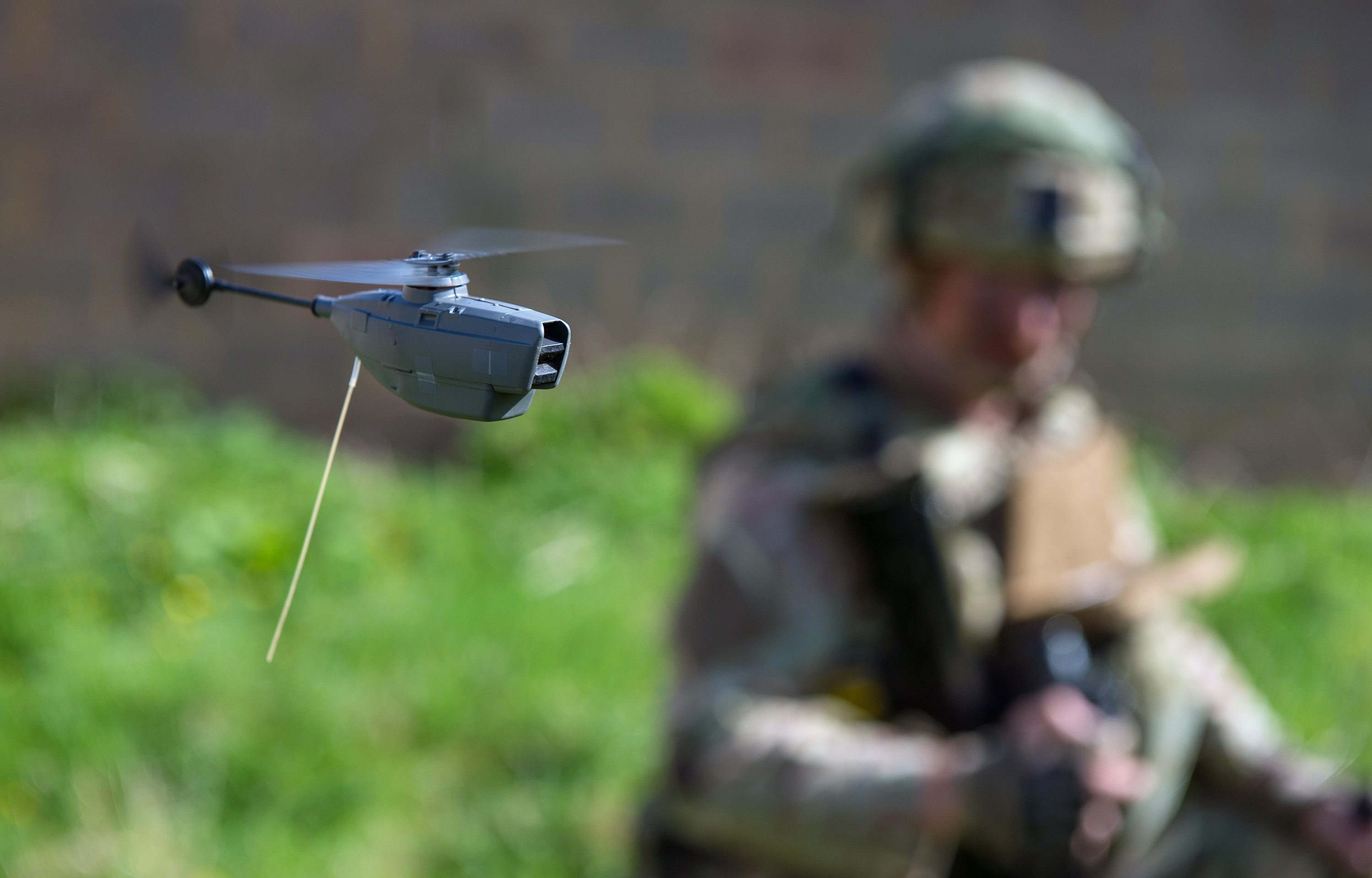
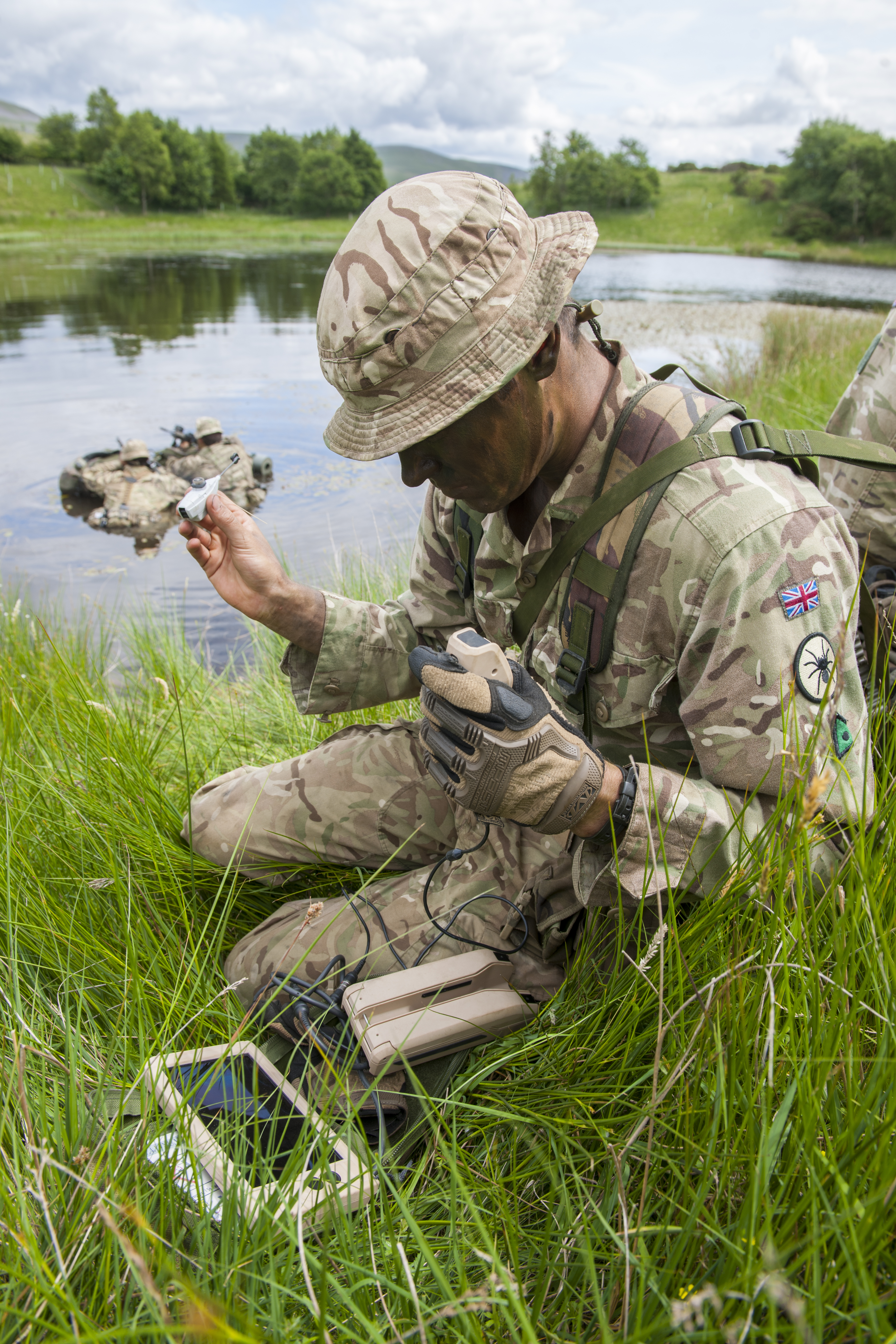
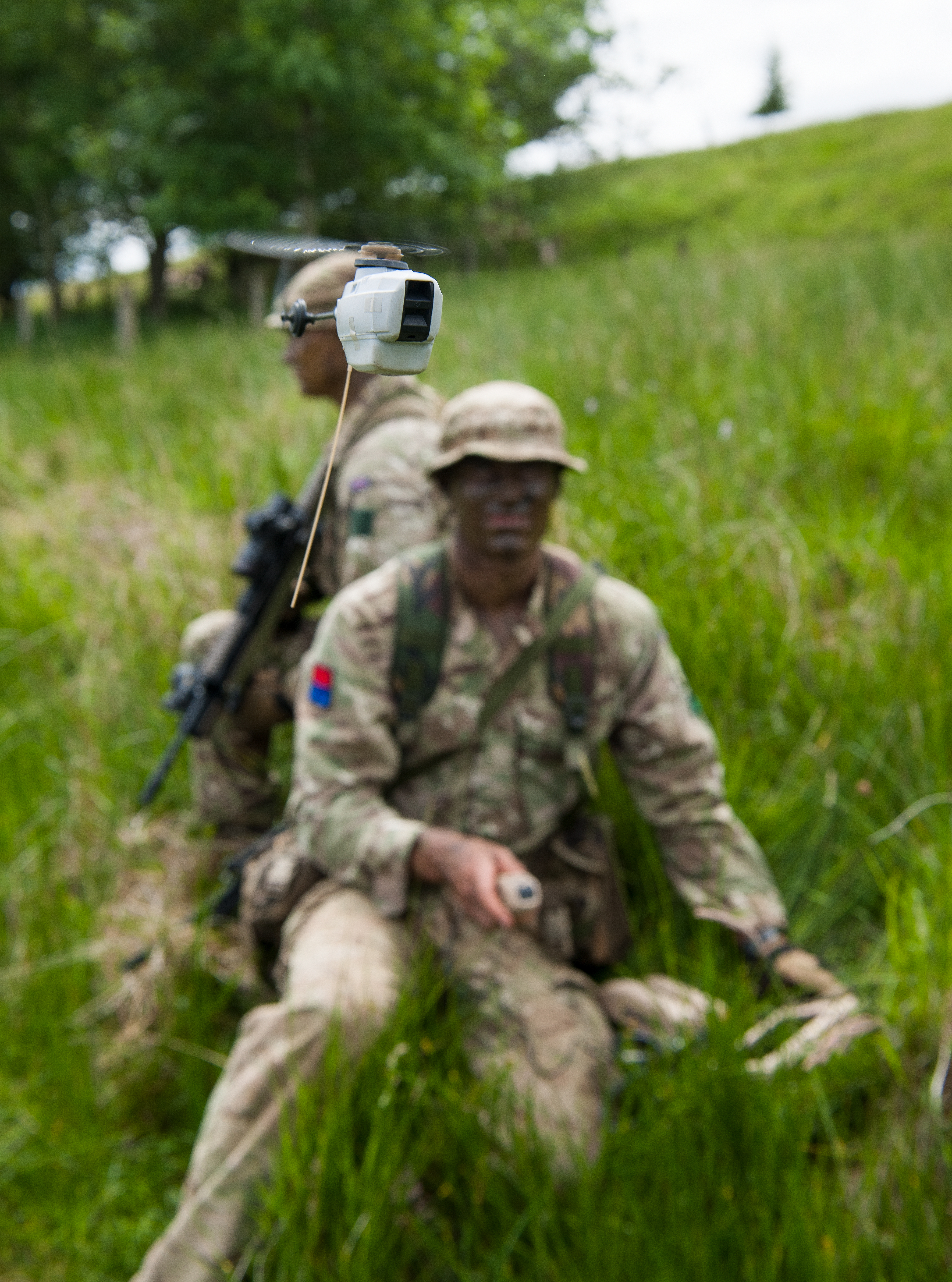